# 石端禮
石端禮（?—1143年），两宋之际外戚，西京左藏库副使石澈之子。

## 生平
大观三年（1109年）七月廿七日，宋徽宗以石端礼为左卫将军、驸马都尉，选尚宋哲宗之女瀛国长公主。大观四年（1110年）二月，石端礼和公主成婚。政和七年（1117年）七月公主薨逝，追封靖懿帝姬。建炎元年（1127年）八月十九日，从驸马都尉石端礼之请，宋高宗下诏靖懿帝姬依旧改封陈国长公主。